# 巴塔河
巴塔河（法語：Batha）是乍得的季節性河流，發源自瓦達伊高地，河水其後向西流進。由於河水來自雨水，巴塔河與該地區其他河流或湖泊的情況相似，只會在雨量充足時出現:2。